# Филиппова, Клавдия Владимировна
Клавдия Владимировна Филиппова (урождённая Чарна Лотоцкая; 17 марта 1902, Владивосток — 16 июля 1950, Свердловск) — русский советский писатель и драматург.

## Биография
Родилась во Владивостоке в семье портового рабочего, но через полтора года осталась без отца и в возрасте трёх лет — круглой сиротой. Воспитывалась в семье сестры матери, училась в Нерчинской гимназии, затем во Владивостоке, где с 1919 года работала в банке, аптеке, а при советской власти — машинисткой в губотделе ОГПУ и с 1925 года в окружном суде, где сдала экзамен на звание члена коллегии защитников.
С 1930 года — в редакции газеты «Триханкайская правда» (Спасск).
В 1932 году переехала в Свердловск, работала литературным консультантом в редакции газеты «Уральский рабочий», в 1933—1934 годах — техническим редактором газеты и журнала полномочного представительства ОГПУ, в 1935—1936 годах — вновь в «Уральском рабочем», в газете «Колхозный путь» и в редакции журнала «Большевистская печать»; в этих изданиях выходили её рассказы, очерки и статьи.
Дебютировала автобиографическими рассказами из еврейского быта во второй половине 1930-х годов («Рассказы бабушки Маремьяны» — в «Литературном альманахе» № 2, Свердлгиз, 1937; «Семья Гершеля» — в «Литературном альманахе» № 3, Свердлгиз 1937; «Тойба» — в «Уральском современнике» № 1, 1938).
В 1938 году отдельной книгой вышла её повесть «В гимназии» (Свердлгиз, 1938), в 1940 году — повесть о Ф. М. Решетникове «Между людьми» (Свердлгиз, 1940, второе издание — Детиздат ЦК ВЛКСМ, 1941). В годы Великой Отечественной войны были изданы её пьесы «Костя-партизан» (была поставлена в Свердловском ТЮЗе, Тбилиси, Улан-Удэ), «Синюшкин колодец» (по сказам П. П. Бажова, поставлена в Московском театре кукол, затем в Свердловске и Саранске), «Голубая змейка» (по сказам П. П. Бажова). После войны был издан её очерк «Человеческое достоинство» («Уральский рабочий», 1946).
Сохранились рукописи её пьес «Ирина Лотоцкая», «Сокровища медной горы», «Мальчик с пальчик», стихотворения «Моё сбылось предсказание», очерка о юных огранщиках самоцветов, ювелирах, резчиках по дереву и камню, учащихся художественного ремесленного училища, наброски и материалы к роману «Аврора Демидова».
С военных лет страдала туберкулёзом, в результате которого последние годы жизни была прикована к постели.
Скончалась 16 июля 1950 года. Похоронена на Михайловском кладбище.

## Семья
Сын от первого брака — художник Виталий Михайлович Волович.
Вторым браком (с 1938 до середины 1940-х годов) была замужем за писателем-краеведом и литературным критиком Константином Васильевичем Боголюбовым (1897—1975).

## Книги
- В гимназии: Повесть. — Свердловск: Книжное издательство, 1938. — 180 с.
- Между людьми: Повесть о писателе Ф. М. Решетникове. — Свердловск: Свердлгиз, 1940; Москва — Ленинград: Детиздат, 1941. — 296 с.; Свердловск: Книжное издательство, 1952. — 254 с.
- Пьесы для детского театра: По сказкам П. Бажова. — Свердловск: Свердловское областное государственное издательство, 1949. — 220 с.
- Повести. — Свердловск: Книжное издательство, 1955. — 287 с.